# Rozenit
Rozenit – minerał z gromady siarczanów. 

## Występowanie i nazwa
Pierwszy raz rozenit został stwierdzony w Tatrach na zachodnim zboczu Ornaku przez Jana Kubisza (1925-1972). Nazwał on minerał na cześć polskiego petrologa i mineraloga, Zygmunta Rozena (1874-1936), będącego profesorem Akademii Górniczo-Hutniczej w Krakowie.

## Pochodzenie
Jest produktem utleniania siarczków żelaza.

## Właściwości
Rozenit jest przezroczysty do przeświecającego, o szklistym połysku. Jest minerałem o nierównym przełamie oraz białą barwą, choć bywa bezbarwny. Jest łatwo rozpuszczalny w wodzie.